# Resolutie 1268 Veiligheidsraad Verenigde Naties
Resolutie 1268 van de Veiligheidsraad van de Verenigde Naties werd unaniem door de VN-Veiligheidsraad aangenomen op 15 oktober 1999. De resolutie richtte het UNOA-kantoor in Angola op.

## Achtergrond
Nadat Angola in 1975 onafhankelijk was geworden van Portugal keerden de verschillende onafhankelijkheidsbewegingen zich tegen elkaar om de macht. Onder meer Zuid-Afrika en Cuba bemoeiden zich in de burgeroorlog, tot ze zich in 1988 terugtrokken. De VN-missie UNAVEM I zag toe op het vertrek van de Cubanen. Een staakt-het-vuren volgde in 1990, en hiervoor werd de UNAVEM II-missie gestuurd. In 1991 werden akkoorden gesloten om democratische verkiezingen te houden die eveneens door UNAVEM II zouden worden waargenomen.

## Inhoud

### Waarnemingen
UNITA bleef de oorzaak van de impasse in Angola door het niet-naleven van de akkoorden. Blijvende vrede en nationale verzoening waren enkel op vreedzame wijze mogelijk. Men was bezorgd om het effect van de huidige situatie op de bevolking.

### Handelingen
De Veiligheidsraad autoriseerde de oprichting van een VN-kantoor in Angola (UNOA) voor een periode van zes maanden, tot 15 april 2000, om te proberen de vrede te herstellen, te helpen met de hulpverlening aan de bevolking en te werken aan de mensenrechten. UNOA zou bestaan uit 30 mensen met ondersteunend personeel. Angola en secretaris-generaal Kofi Annan werden gevraagd zo snel mogelijk een status of forces-akkoord te sluiten en die laatste ook om elke drie maanden te rapporteren met aanbevelingen over bijkomende maatregelen ter promotie van het vredesproces.

## Verwante resoluties
- Resolutie 1229 Veiligheidsraad Verenigde Naties
- Resolutie 1237 Veiligheidsraad Verenigde Naties
- Resolutie 1294 Veiligheidsraad Verenigde Naties (2000)
- Resolutie 1295 Veiligheidsraad Verenigde Naties (2000)

Lijst ·  1220 ·  1221 ·  1222 ·  1223 ·  1224 ·  1225 ·  1226 ·  1227 ·  1228 ·  1229 ·  1230 ·  1231 ·  1232 ·  1233 ·  1234 ·  1235 ·  1236 ·  1237 ·  1238 ·  1239 ·  1240 ·  1241 ·  1242 ·  1243 ·  1244 ·  1245 ·  1246 ·  1247 ·  1248 ·  1249 ·  1250 ·  1251 ·  1252 ·  1253 ·  1254 ·  1255 ·  1256 ·  1257 ·  1258 ·  1259 ·  1260 ·  1261 ·  1262 ·  1263 ·  1264 ·  1265 ·  1266 ·  1267 ·  1268 ·  1269 ·  1270 ·  1271 ·  1272 ·  1273 ·  1274 ·  1275 ·  1276 ·  1277 ·  1278 ·  1279 ·  1280 ·  1281 ·  1282 ·  1283 ·  1284